# Berthrand Nguyen Matoko
Pour les articles homonymes, voir Matoko.
 (juillet 2010).
Si vous disposez d'ouvrages ou d'articles de référence ou si vous connaissez des sites web de qualité traitant du thème abordé ici, merci de compléter l'article en donnant les références utiles à sa vérifiabilité et en les liant à la section « Notes et références ».
Berthrand Nguyen Matoko est un écrivain vietnamien-congolais.

## Biographie

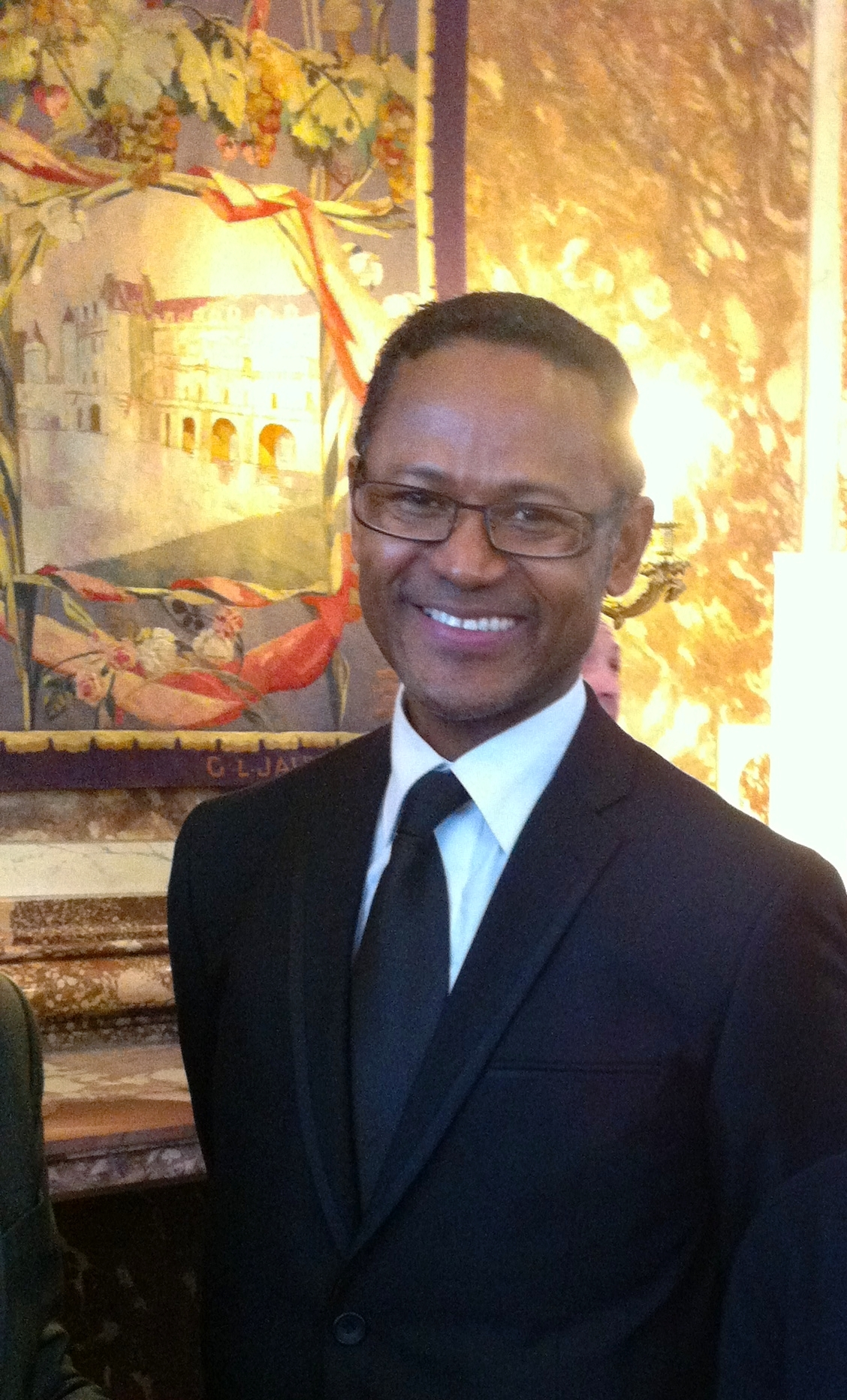
Dans les salons de Matignon

Berthrand Nguyen Matoko est né d'un père congolais et d'une mère vietnamienne.
Après des études universitaires de droit et de psychologie sociale, il arrête en 1981 pour se consacrer à ses passions : la musique, la danse
et l’écriture.
S'orientant dans un premier temps vers le mannequinat, il sera l'égérie de
quelques défilés de mode sur la place de Paris avant de se lancer dans un
deuxième temps vers la danse contemporaine et le modern jazz. Ne pouvant
joindre les deux bouts financièrement, il passe un concours et rentre dans l'Administration
française, gravit des échelons pour en sortir juriste.
En 1986, sa rencontre avec la chanteuse internationale du Congo (ex Zaïre) Abéti Masikini va
radicalement changer le cours de sa vie. Il devient son chorégraphe, son
choriste et son chargé de relations publiques. Dès lors, il crée l'association
"Les amis d'Abéti" et va jusqu'à la produire au Zénith de Paris le 24 septembre 1988 en y invitant toute une pléiade d'artistes tels que Bernard
Lavilliers, Manu Dibango, Pépé Kallé, Nzongo Soul, Georges Séba, François
Lougah, Aurlus Mabélé, Eménéya Joe Kester, etc. Un concert diffusé en direct
sur les ondes de Radio France Internationale (RFI). Bien que le risque est grand,
Abéti Masikini n'étant pas très connue sur la place de Paris à cette époque, il
réussit son pari. Le succès de ce spectacle devant plus de 5 000 personnes renforce leur
complicité au point qu'elle lui dédie une chanson intitulée « Bébé
Matoko » en 1990, un pseudonyme qui lui colle désormais à la peau; chanson
dans laquelle elle lui chante son attachement le plus profond mais aussi le
plus magnifié.

On ne peut dès lors évoquer le nom de Berthrand Nguyen
Matoko sans l'associer à celui d'Abéti Masikini. Inséparables comme deux
tourtereaux à la recherche du temps perdu, ils sillonnent le monde du spectacle
et des boîtes de nuit à travers l'Europe, l'Afrique, l'Asie et l'Amérique et
s'affichent sur les plateaux de télévision et de radio. De concerts et de clips
en tout genre, ils vont mettre en commun leurs connaissances chorégraphiques en
alliant les danses africaines au modern jazz, créant ainsi le "soukouss jazz":
Des chorégraphies qui sont reprises par plus d'un. Cette relation teintée de
subtilité sous une amitié amoureuse lui ouvre les portes du star-system
africain. Dès lors, il devient l'ambassadeur idéal de sa musique, le
conseiller, voire le décideur dans certaines situations. Berthrand Nguyen
Matoko est au comble du bonheur, lui qui a toujours rêvé de conquérir ce
milieu. Mais en 1994, le malheur frappe aux portes de son âme.
En effet, Abéti Masikini décède des suites d'un cancer qu'elle aura combattu vainement pendant quatre ans. Attristé, esseulé, dépité, meurtri, il se sent abandonné par son propre destin, lui qui avait tout misé sur elle et préparait son prochain passage au Palais Omnisports de Paris Bercy. D'ailleurs, il dit toujours d'elle que c'est sa "mère spirituelle"; celle qui l'inspire, lui apporte ce dont il a besoin bien au-delà du réel.
Le 9 octobre 1994, il l'accompagne jusqu'à sa dernière demeure à Kinshasa au cimetière de la Gombé. De ces huit années passées ensemble, il lui consacre une biographie qui paraît aux éditions l'Harmattan en 1999 Abéti Masikini, la voix d'or du Zaïre, travaille sur un devoir de mémoire en sortant des compilations et en organisant des anniversaires de commémoration.
Lors d'un voyage au Congo Brazzaville en 2001, les désastres laissés par les années de guerres civiles de 1993 à 1997 l'amènent à réfléchir sur son enfance. Pour le coup, il crée une association qu'il baptise « Louzolo » qui signifie « amour » en faveur des enfants défavorisés appelés communément enfants de la rue. Car, le spectacle qui s'affiche dans les rues de Brazzaville le désole. Cette expérience le ramène par conséquent à des souvenirs lointains dans ce pays où tous les enfants ou presque vivaient heureux sans le moindre souci du lendemain, où la jeunesse brillait de mille feux. Il s'investit en y envoyant manuels et fournitures scolaires en partant du principe que l'éducation est la seule voie qui peut sauver le Monde. En réalité, il souffre de se sentir impuissant face à tout ce qui arrive. Il envisage même de quitter la France pour s'orienter dans une voie de porte-parole auprès de tous ces enfants malheureux et laissés pour compte, mais la réalité le rattrape bien vite. C'est donc depuis Paris qu'il dirige avec opiniâtreté cette association avec le concours de bénévoles sur place. Les résultats sont probants puisque bon nombre de ces enfants se réinsèrent dans la vie sociale sans difficultés.
Berthrand Nguyen matoko a toujours écrit depuis son plus jeune âge : des poèmes, des chansons, des lettres d'amour notamment. Après donc cet hommage à Abéti Masikini, cinq ans plus tard, il évoque la question de l'homosexualité en Afrique à travers un essai, Le Flamant noir, publié aux éditions l'Harmattan en 2004. L'homosexualité est un sujet qui ne lui est pas neutre, et cet essai qui fait l'objet de nombreuses critiques est le premier du genre à être écrit par un africain. Ce qui suscitera beaucoup d'animosité au point de le vouer aux gémonies.
En effet, on le traite de tous les noms pour avoir dit lors de ses interviews que l'homosexualité existe bel et bien en Afrique depuis toujours et qu'elle est nullement une importation de l'Occident. La chaîne de télévision I Télé l'invitera sur son plateau à l'émission "L'homosexualité en Afrique: entre tabous et haine" pour y débattre le 17/06/2004 à une heure d'écoute très importante, Pink TV en fera de même ainsi que TV5Monde, et le quotidien "Libération" lui consacre tout un article sur une page entière avec portrait en quatrième de couv' le 20/10/2006. Les universitaires ne seront pas de reste et des associations de jeunes étudiants emboîtent le pas s'étonnant de cette bravoure à une période où les agressions sur les homosexuels sont légion. Le site Blackmap.com lui propose d'animer une rubrique sur Internet, sur fond d'amours plurielles plus particulièrement chez les noirs. Nombreux sont ceux qui vont parler plus librement de leur homosexualité à travers ce site et lui demander conseil. Les témoignages sont nombreux et s'étendent finalement dans toute l'Afrique, du Nord au Sud en passant par l'Afrique de l'Est, de l'Ouest et l'Afrique centrale. Un succès qui lui vaut aussi beaucoup de représailles au point qu'il évite de voyager dans certains pays de ce continent. Une association de gay congolais voit également le jour à Brazzaville et le nomme président d'honneur. Cependant, il refuse d'être l'icône des gay africains mais dit agir pour la défense des minorités.
Le Flamant Noir fut donc un choc en Afrique francophone et dans la diaspora africaine. Bertrand Nguyen Matoko, surprenait, dérangeait et dérange encore aujourd'hui, car il a abordé un tabou et refusé le non-dit. Pour la première fois, un écrivain aux origines africaines parlait de l’homosexualité dans son quotidien au Congo. Mélange d’éléments biographiques et de fictions, l’écriture est limpide. Bertrand Nguyen Matoko se décrit, sans tomber dans le nombrilisme, en montrant une réalité dure dans laquelle il n’est possible de s’en sortir que grâce à l’amour : l’amour de soi, l’amour des autres mais surtout l'amour de ses proches. C’est une œuvre sur la volonté de vivre, de ne point se mentir ni s'apitoyer sur son sort, de franchir les obstacles, tout simplement. Enfin, Le Flamant Noir annonçait une œuvre qui se construit, solide, riche et éveillant la curiosité.
Dans ses mêmes élans, il écrit Les petits grains de sable… en 2008, un roman dans lequel il décrit la place de la femme africaine dans la société occidentale,
le choc de deux cultures entre l’africaine de France et celle d’Afrique,  tout en faisant un clin d'œil à la sexualité du genre. Poète dans l'âme, il s'essaie à l’exercice de l'écriture de poèmes tout en nuances pour une quête identitaire avec L'identité
et la raison d'être en 2008, "Cœur qui rit, âme qui soupire"
en 2014 et Equationnelle et Nomade" en 2019.
Avec À tu et à toi en 2010, un roman moderne et décomplexé, une étude de mœurs autour de la bisexualité, de la fidélité et de l'engagement, il continue sur sa lancée d'écrivain psychologue avec pour thème la sexualité, toujours la sexualité, un peu à la manière de Michel Foucault dans ces tomes "Histoire de la sexualité". Des essais en quelque sorte dans lesquels il se peint tout en invitant le lecteur à une réflexion philosophique. En 2012, il crée l'événement avec "La confession des âmes". Un roman dans lequel la religion catholique est mise en cause face à la sexualité des prêtres. Sujet de société, sujet brûlant, il ne lésine pas quand il s'agit de lancer le débat. Certains disent même qu'il fait dans la "provoc'" pour se faire remarquer. Peu comprennent qu'en réalité, il baigne dans cette atmosphère lors de ses nombreux voyages notamment en Afrique. D'ailleurs, ce continent est la source de ses inspirations. En 2016, il sort "ALBAN", une fiction ultra sensible sur les violences conjugales et l'inceste. Une réalité dans laquelle la place de la victime et celle de l’agresseur sont des mélanges subtils où la part entre le bien et le mal est parfois insaisissable.
Berthrand Nguyen Matoko dit détester la politique mais reste quelque peu engagé et participe à plusieurs manifestations d'ordre politique justement. Ses origines, congolaise et vietnamienne, lui valent dès lors la sympathie de certains politiques et associations qui voient là le symbole même de la diversité culturelle.
Ainsi, Berthrand Nguyen Matoko est souvent invité à divers salons du livre et divers colloques (Sénat- Palais du Luxembourg - Paris 5ème- colloque sur la diversité, Paris, 2005), en Europe (Paris, Genève, Francfort, etc.) en Amérique du Sud (Printemps des poètes - Alliance Française, à Quito mars 2008 et à Bogota en 2009) et en Afrique (Bamako, Brazzaville, Kinshasa, Libreville, Dakar, etc.) (2010-2017) pour parler de son métissage mais aussi de l'homosexualité à travers quelques poèmes.
Il apparaît également aux côtés du chanteur Jann Halexander dans son clip Rester par Habitude en 2021.
Installé à Paris depuis 1977 et fondateur de l'association AfrikAsia Culture qui a pour objet de promouvoir un pont culturel entre l'Asie et l'Afrique, Berthrand Nguyen Matoko œuvre dans des associations qui défendent la cause de ceux que l'on nomme minorités.

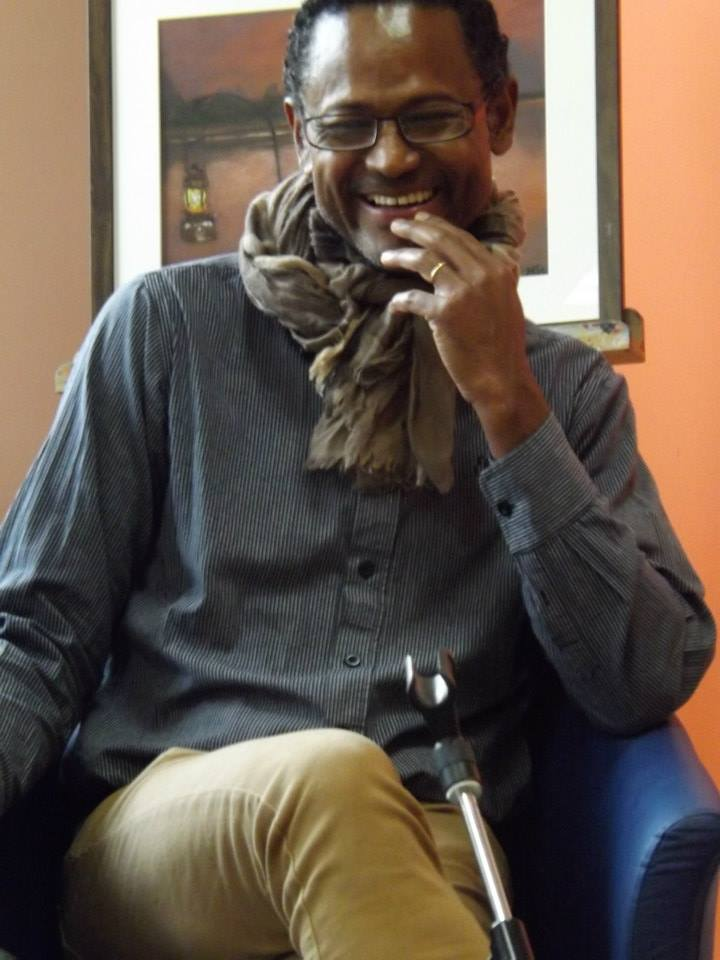
Au salon du livre de L'Hay-les-Roses

## Berthrand Nguyen Matoko en quelques dates
- 1977 : Arrivée à Paris
- 1986 : Rencontre avec la chanteuse internationale originaire du Congo (ex-Zaïre) Abeti Masikini. Il devient son chorégraphe et son chargé de relations publiques, et crée l'association Les amis d'Abeti
- 1988 : Produit la chanteuse au Zénith de Paris le 24 septembre
- 2001 : Crée l'association Louzolo en faveur des enfants défavorisés du Congo Brazzaville
- 2005 : Anime une rubrique sur la sexologie sur le site Internet Blackmap.com
- 2019: Crée l’association Afrikasia Culture qui a pour objet de faire connaître la culture afro-asiatique à travers des échanges culturels entre les deux continents.